# Yonaguni (langue)
 (février 2019).
Pour les articles homonymes, voir Yonaguni.
Le yonaguni (ou dunan) est une langue japonique appartenant à la branche sud des langues ryukyu. Elle est parlée sur l'île de Yonaguni au Japon, dans le sud de la préfecture d'Okinawa.
Le yonaguni est une langue en danger : la totalité des locuteurs est bilingue en japonais et les jeunes générations sont monolingues en japonais.

## Phonologie

### Voyelles
Le yonaguni est la langue japonique possédant le système vocalique le plus réduit, et il n'y a pas d'opposition de longueur vocalique. La voyelle [o] peut sans doute être considérée comme un phonème distinct /o/, bien qu'elle n'apparaisse que dans un seul morphème, la particule finale do.
|           | Antérieure |         | Postérieure |
| --------- | ---------- | ------- | ----------- |
| Fermée    | /i/ [i]    |         | /u/ [u]     |
| Mi-fermée |            |         | (/o/ [o])   |
| Ouverte   |            | /a/ [a] |             |

### Consonnes
Le yonaguni possède une opposition tripartie entre des occlusives et affriquées douces (légèrement aspirées), fortes et voisées. Cette opposition est neutralisée dans les positions autres que l'initiale de mot.
Le tableau suivant donne la liste de consonnes dans la notation de Yamada, Pellard et Shimoji (2015) accompagnée de la transcription phonétique de leur réalisation par défaut.
|            | Labiales | Labiales | Labiales | Apicales | Apicales | Apicales | Dorsales | Dorsales | Dorsales | Glottales |
| ---------- | -------- | -------- | -------- | -------- | -------- | -------- | -------- | -------- | -------- | --------- |
| Occlusives |          | pp [pˀ]  | b [b]    | th [tʰ]  | tt [tˀ]  | d [d]    | kh [kʰ]  | kk [kˀ]  | g [g]    |           |
| Fricatives |          |          |          | s [s]    | s [s]    | s [s]    |          |          |          | h [h]     |
| Affriquées |          |          |          |          | cc [tsˀ] |          |          |          |          |           |
| Nasales    | m [m]    | m [m]    | m [m]    | n [n]    | n [n]    | n [n]    | ŋ [ŋ]    | ŋ [ŋ]    | ŋ [ŋ]    |           |
| Battues    |          |          |          | r [ɾ]    | r [ɾ]    | r [ɾ]    |          |          |          |           |
| Spirantes  | w [w]    | w [w]    | w [w]    |          |          |          | y [j]    | y [j]    | y [j]    |           |

Les consonnes s, cc et h se réalisent comme des alvéolo-palatales devant la voyelle i ou la spirante y ([ɕ], [tɕˀ], [ç]). La fricative h se réalise comme une labiale [ɸ] ou une labio-vélaire [ʍ] devant u et w. L'opposition entre les nasales est neutralisée en position de coda.

### Tons
Le yonaguni a un système à trois tons lexicaux, dont le domaine est le mot. Chaque lexème est affecté d'une mélodie tonale qui se répartit sur le mot phonologique quelle que soit sa longueur. Ces trois tons sont haut, bas, et tombant sur la finale.
Le ton haut est caractérisé par une mélodie haute sur tout le mot sauf la première pour les polysyllabes, le ton bas par une mélodie basse sur tout le mot, et le ton tombant par une mélodie identique au ton haut, sauf que la mélodie est tombante dans la dernière syllabe si celle-ci est lourde. Si la dernière syllabe d'un mot au ton tombant est une syllabe légère, elle est prononcée sur un ton haut, et le mot suivant subit un abaissement tonal.

## Grammaire
La morphologie verbale du yonaguni est la plus complexe de la famille des langues japoniques. Cela est dû à l'interaction des alternances de formes des thèmes verbaux et des suffixes, ainsi que des alternances tonales. Ces alternances ne sont pas les mêmes pour tous les verbes, qui s'organisent en de nombreuses classes de conjugaison. Il n'est pas possible de prévoir l'ensemble des formes paradigmatiques d'un verbe à partir d'une seule forme.